# Amarech Zago
Amarech Zago (* 22. Juni 2003) ist eine äthiopische Sprinterin, die sich auf den 400-Meter-Lauf spezialisiert hat.

## Sportliche Laufbahn
Erste internationale Erfahrungen sammelte Amarech Zago im Jahr 2021, als sie bei den U20-Weltmeisterschaften in Nairobi in 3:43,37 min den siebten Platz mit der äthiopischen 4-mal-400-Meter-Staffel belegte. Zudem wurde sie in der Mixed-Staffel im Vorlauf disqualifiziert. Im Jahr darauf schied sie bei den Afrikameisterschaften in Port Louis mit 59,04 s im Halbfinale über 400 Meter aus und gelangte mit der 4-mal-400-Meter-Staffel mit 3:47,31 min auf Rang fünf und wurde in der Mixed-Staffel in 3:31,50 min Sechste.
2021 wurde Zago äthiopische Meisterin im 400-Meter-Lauf.

## Persönliche Bestleistungen
- 400 Meter: 54,42 s, 8. Juni 2022 in Port Louis